# 95-05
95-05, pubblicato nel 2005, è la prima raccolta di successi dei Tiromancino, che raccoglie i brani di dieci anni di carriera da Alone alieno fino ad Illusioni parallele. Oltre ai successi del gruppo fa parte del doppio disco un inedito Della stessa materia dei sogni con l'aggiunta di due cover: Un tempo piccolo, quest'ultimo scritto da Franco Califano, Antonio Gaudino e Alberto Laurenti e Com'è profondo il mare di Lucio Dalla che vede la partecipazione di Lucio Dalla stesso.

## Tracce

### Disco 1
1. Della stessa materia dei sogni
2. Un tempo piccolo (Inedito)
3. Amore amaro
4. La descrizione di un attimo
5. Muovo le ali di nuovo
6. Per me è importante
7. I giorni migliori
8. Il peggio non è tranquillo
9. La distanza
10. Amore impossibile
11. Cosa cerchi veramente

### Disco 2
1. Conchiglia
2. Tornerà l'estate (Feat. Dj Ciaffo)
3. Imparare dal vento
4. Nessuna certezza (Feat. Meg ed Elisa)
5. Pericle il Nero
6. È necessario
7. Strade (Con. R. Sinigallia)
8. L'autostrada
9. Due Destini
10. Com'è profondo il mare (Con. Lucio Dalla)
11. La terra vista dalla Luna
12. Come l'aria

## Classifiche

### Classifiche settimanali
| Classifica (2005) | Posizione massima |
| ----------------- | ----------------- |
| Italia            | 7                 |

### Classifiche di fine anno
| Classifica (2005) | Posizione |
| ----------------- | --------- |
| Italia            | 34        |
| Classifica (2006) | Posizione |
| Italia            | 70        |